# ヒムネバト
ヒムネバト（学名：Gallicolumba luzonica）は、ハト目ハト科に分類される鳥類。

## 分布
フィリピンのルソン島固有種。